# Lac du Jardin du Miage
Ne doit pas être confondu avec Lac du Miage.
Le lac du Jardin du Miage est un petit lac glaciaire d'Italie formé par la moraine frontale du glacier du Miage. Il se trouve dans le Val Vény, en amont de Courmayeur, dans la Vallée d'Aoste. Il tient son nom du Jardin du Miage, une petite zone boisée enserrée entre les deux langues terminales du glacier.